# Clephydroneura nilaparvata
Clephydroneura nilaparvata là một loài ruồi trong họ Asilidae. Clephydroneura nilaparvata được Joseph & Parui miêu tả năm 1997. Loài này phân bố ở miền Ấn Độ - Mã Lai.